# Vicent Moliner Nadal
Vicent Moliner Nadal (Borriana, 27 de març de 1903 - Castelló de la Plana, 21 de maig de 1940) va ser un mestre i polític socialista valencià, alcalde de Borriana durant la Segona República.

## Biografia
Fill d'un forner, es va educar en el Seminari del Desert de les Palmes i en l'Escola de Magisteri de Castelló. Va ser mestre a l'Alcora per després seguir en la seua localitat natal. Va ser un dels fundadors del Partit Socialista Obrer Espanyol i de la Unió General de Treballadors a Borriana. Es va incorporar a la vida política el 1936 com a regidor d'Instrucció Pública, però la irrupció de la Guerra Civil el va fer renunciar al lloc, motivat pels actes de violència que va observar i en conèixer de l'execució a Barcelona de l'ex-alcalde republicà de la seua localitat Víctor Marín Puig.
Quan el govern de Largo Caballero va aconseguir la dissolució dels Comitès, restaurar les institucions i posar ordre a les activitats incontrolades en diferents punts de la zona republicana a la fi del 1936, Vicent Moliner va tornar a l'Ajuntament. Així, el febrer del 1937 va tornar com a Alcalde-President del Consell Municipal. Fins a l'entrada a la localitat de les tropes franquistes el 5 de juliol del 1938, Vicent Moliner va poder escometre l'execució de les obres dels grups escolars i les de comunicació.
Va romandre a la seua localitat natal, malgrat haver pogut fugir camí de València amb tota la seua família amb els salconduits que li havien sigut facilitats, per considerar que, no havent comès cap delicte de sang, res no havia de preocupar-li. A Borriana, l'endemà de l'ocupació comencen els registres i la confiscació de documents, i el mateix dia 6 de juliol es va actuar al domicili de Vicent Moliner Nadal. Va ser detingut i se'l va acusar dels excessos ocorreguts a Borriana a l'inici de la guerra i de la seua participació amb la Columna de Ferro. Va romandre detingut a l'espera de judici a la presó de la Mercè, al costat d'altres 1.600 republicans. Malgrat negar totes les acusacions, i reconeixent la seua militància en el PSOE i la UGT, va ser portat davant un Consell de Guerra al primer pis del Gran Casino de Borriana (lloc habitual dels mateixos des de la fi del conflicte) i condemnat a mort per ser "responsable més o menys directe de quants actes es van realitzar a Borriana". Va romandre a la presó model de Castelló fins al 21 de maig del 1940, quan va ser afusellat al Riu Sec, prop del cementeri de Castelló, al costat de l'alcalde de Vila-real, el de Xilxes i altres 25 republicans més. Altres vuit membres del Consell Municipal de Borriana van ser afusellats després de la guerra.

## Reconeixements
L'any 2008 el grup municipal del PSPV-PSOE a Borriana va proposar que el Col·legi de Borriana núm. 6 fóra anomenat "Col·legi Públic Vicent Moliner Nadal".
El 2009 es crearen els premis Vicent Moliner Nadal, per distingir a les persones i col·lectius que s'hagen significat en la defensa de valors progressistes i democràtics. Així mateix, es creà l'Aula Vicent Moliner Nadal, dedicada a organitzar activitats culturals i lúdiques a Borriana.